# Mediterrani (pel·lícula de 2021)
Mediterrani (títol original en castellà, Mediterráneo) és una pel·lícula de 2021 dirigida per Marcel Barrena i protagonitzada per Eduard Fernández, Dani Rovira, Anna Castillo, Sergi López i Àlex Monner. S'ha doblat al català per TV3.

## Argument

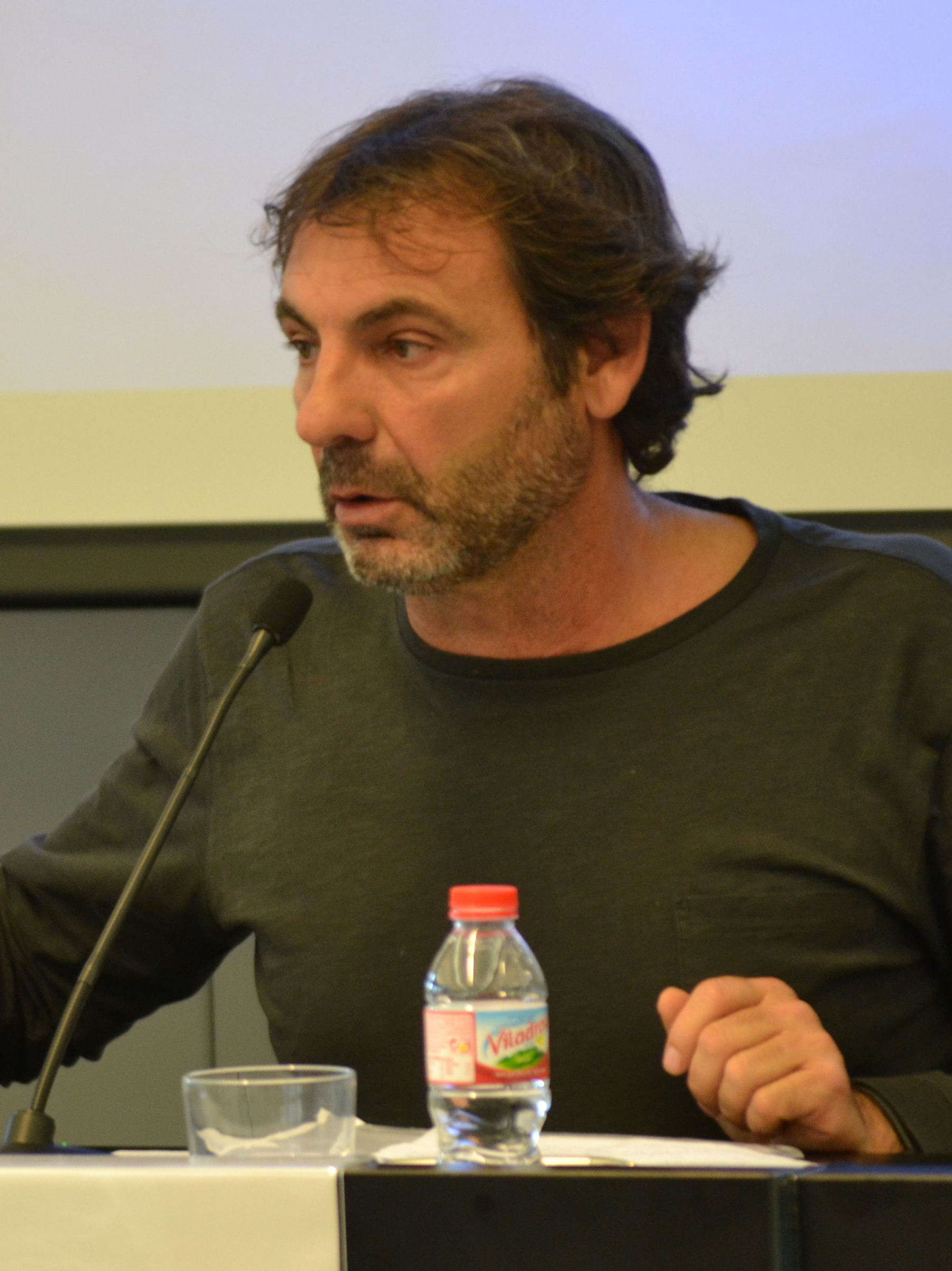

La pel·lícula està basada en fets reals, la història del socorrista i activista badaloní Òscar Camps als inicis de la seva lluita contra la crisi de refugiats a l'est d'Europa. El 2015 va viatjar amb Gerard Canals a l'illa grega de Lesbos on milers de persones intentaven cada dia creuar el mar des de la costa de Turquia amb embarcacions precàries per fugir de conflictes armats, arriscant la seva vida i sense que ningú fes tasques de rescat.

## Repartiment
- Eduard Fernández com a Òscar Camps[1]
- Dani Rovira com a Gerard Canals[3]
- Anna Castillo com a Esther Camps
- Sergi López com a Nico
- Àlex Monner com a Santi Palacios
- Melika Foroutan com a Rasha
- Giota Festa com a Nora
- Patricia López Arnaiz com a Laura Lanuza
- Yiannis Niarros com a Loukas
- Stathis Stamoulakatos com a Stratos
- Vassilis Bisbikis com a Masouras
- Constantin Symsiris com a motxiler

## Al voltant de la pel·lícula
- La pel·lícula va ser rodada el 2020 al llarg de vuit setmanes entre l’illa de Lesbos, Atenes, Barcelona i Mataró, els escenaris del film.[3][4]
- El viatge inicial a Lesbos, fet el 2015, dels dos socorristes de Badalona, Òscar Camps i Gerard Canals, es va realitzar després de veure la fotografia publicada a la premsa d’arreu del món d'Aylan Kurdi, un nen sense vida a la riba del Mediterrani.[3]
- El director Marcel Barrena va ser l'escollit pels tres productors catalans del film, Lastor Media, Fasten Films i Arcadia Motion Pictures.[3] Tambe ha estat produïda per Els Cados Producciones (Espanya) i Heretic (Grècia) i amb la participació de TV3, RTVE, Movistar+ i TVC.[5]
- La pel·lícula es va estrenar als cinemes l'1 d'octubre de 2021.[4]
- Va ser una de les cintes votades per l'Acadèmia del Cinema Espanyol per presentar-la a la carrera dels Oscars.[4]
- Guanyadora de 3 Premis Goya, incloent-hi la nominació a Millor Pel·lícula i Millor Actor.
- Nominada a 10 Premis Gaudí, incloent-hi millor Pel·lícula i Millor Actor.
- Guanyadora del Festival de Roma.
- Estrenada a festivals internacionals com Sant Sebastià, Miami, Roma...

## Premis i nominacions
| Premis            | Categoria                                | Nominat                                       | Resultat  | Ref   |
| ----------------- | ---------------------------------------- | --------------------------------------------- | --------- | ----- |
| IX Premis Feroz   | Millor actor protagonista                | Eduard Fernández                              | Nominat   | [ 6 ] |
| XIV Premis Gaudí  | Millor pel·lícula en llengua no catalana | Millor pel·lícula en llengua no catalana      | Nominat   | [ 7 ] |
| XIV Premis Gaudí  | Millor protagonista masculí              | Eduard Fernández                              | Nominat   | [ 7 ] |
| XIV Premis Gaudí  | Millor actor secundari                   | Sergi López                                   | Nominat   | [ 7 ] |
| XIV Premis Gaudí  | Millor actor secundari                   | Alex Monner                                   | Nominat   | [ 7 ] |
| XIV Premis Gaudí  | Millor actriu secundària                 | Anna Castillo                                 | Nominat   | [ 7 ] |
| XIV Premis Gaudí  | Millor música original                   | Arnau Bataller                                | Guanyador | [ 7 ] |
| XIV Premis Gaudí  | Millor direcció de producció             | Albert Espel i Kostas Seakianakis             | Guanyador | [ 7 ] |
| XIV Premis Gaudí  | Millor fotografia                        | Kiko de la Rica                               | Nominat   | [ 7 ] |
| XIV Premis Gaudí  | Millors efectes visuals                  | Àlex Villagrasa                               | Guanyador | [ 7 ] |
| XIV Premis Gaudí  | Millor so                                | Eva Valiño, Fabiola Ordoyo i Yasmina Praderas | Nominat   | [ 7 ] |
| XXXVI Premis Goya | Millor pel·lícula                        | Millor pel·lícula                             | Nominat   | [ 8 ] |
| XXXVI Premis Goya | Millor actor                             | Eduard Fernández                              | Nominat   | [ 8 ] |
| XXXVI Premis Goya | Millor música original                   | Arnau Bataller                                | Nominat   | [ 8 ] |
| XXXVI Premis Goya | Millor direcció de producció             | Albert Espel i Kostas Sfakianakis             | Guanyador | [ 8 ] |
| XXXVI Premis Goya | Millor cançó original                    | María José Llergo per «Te espera el mar»      | Guanyador | [ 8 ] |
| XXXVI Premis Goya | Millor fotografia                        | Kiko de la Rica                               | Guanyador | [ 8 ] |